# Аткинсон, Кэм
Кэ́мерон То́мас (Кэм) А́ткинсон (англ. Cameron Thomas "Cam" Atkinson; 5 июня 1989, Гринвич, Коннектикут, США) — американский хоккеист, правый нападающий клуба НХЛ «Тампа-Бэй Лайтнинг».

## Карьера

### Клубная карьера
Кэм Аткинсон был выбран на драфте НХЛ 2008 года в шестом раунде под общим 157-номером
«Коламбусом». Через три года, 7 октября 2011, он дебютировал в НХЛ в матче против «Нэшвилл Предаторз». Первый гол в лиге он забил тремя днями позднее в ворота Кори Шнайдера из «Ванкувер Кэнакс». 5 апреля 2012 года в матче против «Колорадо Эвеланш» Аткинсон оформил первый хет-трик — две шайбы он забросил Семену Варламову и ещё одну в пустые ворота. По итогам игрового дня он был признан первой звездой. 27 марта 2015 года Аткинсон в игре против Чикаго (5:2) отметился вторым хет-триком.
24 июля 2021 года был обменян в «Филадельфию Флайерз» на Якуба Ворачека.
28 июня 2024 года «Флайерз» выкупили контракт Аткинсона, и он стал свободным агентом. 3 июля он подписал однолетний контракт с «Тампа-Бэй Лайтнинг» на сумму $900.000. 

### Международная карьера
За сборную США Аткинсон играл на чемпионате мира 2012 года в Финляндии и Швеции. На том турнире он провел все восемь матчей и отметился заброшенной шайбой в ворота сборной Белоруссии. Вторым турниром Аткинсона за сборную США стал чемпионат мира 2018 года в Дании.

## Статистика
| Легенда | Легенда                    | Легенда | Легенда                   | Легенда | Легенда    |
| ------- | -------------------------- | ------- | ------------------------- | ------- | ---------- |
| И       | Количество проведённых игр | Штр     | Штрафное время            | +/−     | Плюс-минус |
| Г       | Голы                       | П       | Голевые передачи          | О       | Очки       |
| -       | Статистика неизвестна      | —       | Статистика не учитывалась |         |            |

## Достижения
| Год        | Команда             | Достижение                           | Достижение |
| ---------- | ------------------- | ------------------------------------ | ---------- |
| 2010, 2011 | Бостон Колледж Иглз | Чемпион Hockey East (2)              |            |
| 2010       | Бостон Колледж Иглз | Победитель турнира NCAA Championship |            |

| Год  | Команда             | Достижение                                         | Достижение |
| ---- | ------------------- | -------------------------------------------------- | ---------- |
| 2010 | Бостон Колледж Иглз | Попадание во вторую Сборную всех звёзд Hockey East |            |
| 2011 | Бостон Колледж Иглз | Попадание в первую Сборную всех звёзд Hockey East  |            |
| 2011 | Бостон Колледж Иглз | MVP турнира Hockey East                            |            |

| Год  | Команда            | Достижение                | Достижение |
| ---- | ------------------ | ------------------------- | ---------- |
| 2012 | Спрингфилд Фэлконс | Участник Матча всех звёзд |            |